# Siège de Taormine (902)
Batailles
- Mu'tah (629)
- Ajnadayn (634)
- Damas (634)
- Fahl (635)
- Yarmouk (636)
- Jérusalem (636-637)

- Héliopolis (640)
- Nikiou (646)

- Sufétula (647)
- Tahouda (683)
- Mammès (688)
- Carthage (698)
- Oued Nini (698)

- 1re Constantinople (674-678)
- Sébastopolis (692)
- Tyane (~708)
- 2e Constantinople (717-718)
- Andrinople (718)
- Nicée (727)
- Akroinon (740)

- Kamacha (766)
- Invasion de l'Asie Mineure (782)
- Kopidnadon (788)
- Krasos (804)
- Invasion de l'Asie Mineure (806)
- Anzen (838)
- Amorium (838)
- Mauropotamos (844)
- Poson (863)
- Bathys Ryax (872 ou 878)

- Syracuse (877-878)
- Stelai ou 1re Milazzo (880)
- 2e Milazzo (888)
- Taormine (902)
- Garigliano (915)
- Détroit (965)
- Georges Maniakès en Sicile (1038-1040)

- Phœnix de Lycie (655)
- Keramaia (746)
- Conquête musulmane de la Crête (années 820)
- Damiette (853)
- Raguse (866-868)
- Kardia (~872-873)
- Golfe de Corinthe (~873)
- Céphalonie (880)
- Chalcis (~883)
- Thessalonique (904)

- Portes ciliciennes (878)
- Campagnes de Jean Kourkouas (926-944)
- Marach (953)
- Raban (958)
- Andrassos (960)
- Campagnes de Nicéphore II Phocas (956-969)
- Chandax (960-961)
- Alexandrette (971)
- Campagnes de Jean Tzimiskès (~950-975)
- Gués de l'Oronte (994)
- Alep (994-995)
- Apamée (998)
- Campagnes de Basile II (979-999)
- Azâz (1030)

Le siège de Taormine en 902 est le dernier épisode de la conquête musulmane de la Sicile, avec la prise de Taormine, dernière possession de l'Empire byzantin sur l'île. Le siège est mené par Ibrahim II, après qu'il a vaincu l'armée byzantine devant les murailles de la ville. Sans soutien de Constantinople, la garnison finit par capituler le 1er août. Commencée dans les années 820, la prise de la Sicile par les Musulmans s'achève avec cette victoire, même si quelques forteresses sont encore tenues par les Byzantins jusque dans les années 960.

## Contexte
Après la chute de Syracuse, prise par les Aghlabides en 878, les Byzantins ne contrôlent plus que le nord-est de l'île. Rapidement, les Musulmans lancent des raids dans cette région, sans parvenir à s'en emparer. À partir des années 890, une querelle interne puis une guerre civile au sein de l'émirat de Sicile interrompt ces offensives. Taormine constitue alors le principal bastion de la présence byzantine et est la cible principale d'assauts aghlabides en 879-880, 881-882, 883, 885 et 889.
La guerre civile en Sicile aboutit à l'envoi de Abou'l-Abbas Abdallah, fils de l'émir Ibrahim II, comme gouverneur de l'île en 900. Il s'empare de Palerme le 18 septembre et chasse les rebelles, qui se réfugient à Taormine, voire à Constantinople. Les Byzantins tentent de profiter de ces troubles et rassemble des forces à Messine et à Reggio de Calabre, tandis qu'une flotte cingle depuis la capitale. Toutefois, Abou'l Abbas ne perd pas de temps et dirige immédiatement son attention contre les Byzantins. Il ravage les environs de Taormine et met le siège devant Catane, sans résultats. Au printemps suivant, il reprend son offensive et perturbe les préparatifs byzantins en débarquant sur l'Italie continentale pour mettre à sac Reggio de Calabre. Enfin, il complète son succès en battant une flotte byzantine, dont il capture un tiers des navires.

## Siège et chute de Taormine
Au début de l'année 902, Ibrahim II est contraint à l'abdication, sous la pression du calife Al-Mutadid. Abou'l Abbas prend sa succession et revient en Afrique, laissant son armée entre les mains de ses deux fils. Quant à Ibrahim, il entreprend sa guerre contre les Byzantins. À Sousse, il commence à rassembler des volontaires pour mener sa conquête.

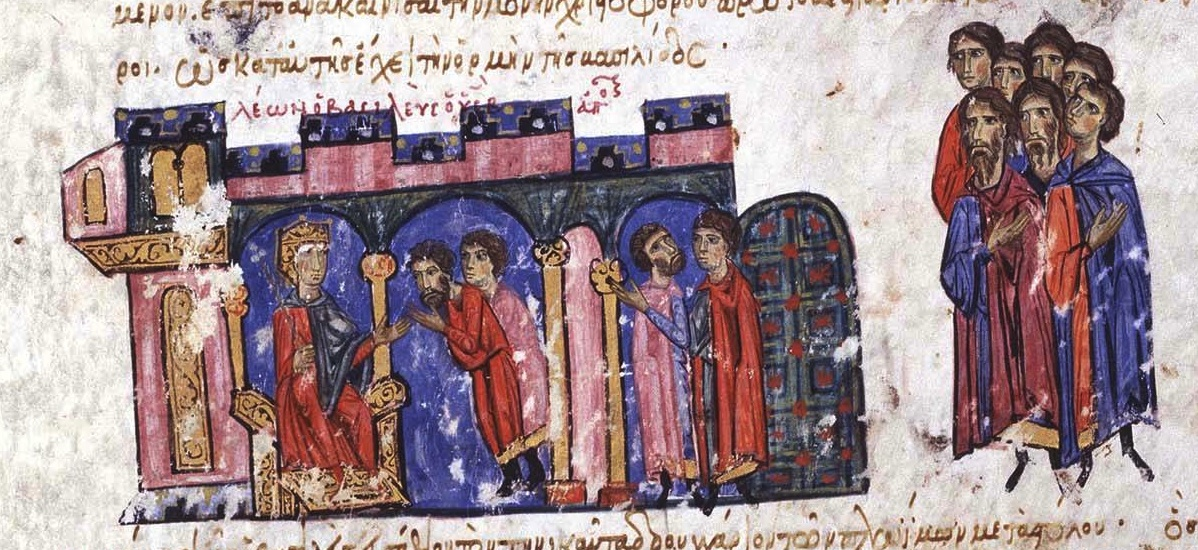
Des émissaires informent l'empereur Léon VI de l'attaque de la ville.

Ibrahim et ses partisans arrivent à Trapani le 8 juillet 902 et dirigent immédiatement leurs vues sur Taormine. Les Byzantins y ont rassemblé des troupes importantes, dirigées par le drongaire de la flotte Eustathe Argyre, un certain Michel Charaktos, qui pourrait être stratège de Calabre et le gouverneur de Taormine, le patrice Constantin Karamallos, titulaire du poste de stratège de Sicile. Les Byzantins décident de parer la menace musulmane en les affrontant en rase campagne. Selon les sources arabes, la bataille fût rude et les Byzantins auraient eu le dessus avant que Ibrahim ne se lance en personne à la tête de ses troupes pour repousser les Byzantins. Ces derniers, qui subissent de lourdes pertes, se replient tant bien que mal dans une forteresse (aujourd'hui Castello di Mola) ou parviennent à embarquer sur des navires.
Ibrahim en profite pour assiéger Taormine, qui se rend dès le 1er août. Selon une source arabe, l'empereur byzantin Léon VI le Sage pleure cette perte en refusant de porter sa couronne sept jours durant. Toutefois, les sources byzantines attribuent la chute de la ville à la négligence du gouvernement impérial. Une flotte de secours ne peut s'y rendre car elle transporte du matériel pour la construction de deux églises fondées par l'empereur à Constantinople. Quant aux commandants byzantins, ils sont parvenus à s'enfuir et Michel Charaktos accuse Eustathe et Constantin Karamallos de trahison. Les deux hommes sont condamnés à mort mais le patriarche de Contantinople Nicolas Mystikos intervient en leur faveur et leur sentence est commuée en exil monacal.

## Conséquences
Ibrahim profite de cette victoire pour envoyer ses hommes piller les environs de Taormine pour s'emparer des forteresses encore byzantines. Tant Demona, Rometta et Aci Castello sont prises d'assaut ou contraintes de payer un tribut pour éviter la destruction.
Dès le début du mois de septembre, Ibrahim enchaîne en débarquant en Calabre et toutes les cités de la région, jusqu'à Naples, s'inquiètent de sa progression. Néanmoins, il est rapidement contraint à un siège devant Cosenza, où il meurt de dysenterie le 23 octobre. Pour autant, la ville cède car les habitants ignorent la mort du chef arabe. Pour l'armée musulmane, ce succès suffit à terminer une campagne fructueuse et elle revient en Sicile avant la fin de l'année.
Désormais, la quasi-totalité de la Sicile est tenue par les Arabes, à l'exception de quelques rares points d'appui toujours tenus par les Byzantins, mais trop faibles pour leur assurer un quelconque contrôle, autre que marginal, sur l'île. Si Taormine est brièvement reprise par l'Empire, elle tombe à nouveau dans les années 960, de même que l'ensemble de leurs dernières forteresses siciliennes.